# 反テロリスト解放グループ
反テロリスト解放グループ（Grupos Antiterroristas de Liberación; GAL）は、スペインのバスク人テロ組織ETAに対抗するために組織された極右テロリスト集団である。

## 組織
1975年から1981年に活動していた反ETA団体バスク・スペイン大隊(Batallón Vasco Español)の後継として1983年に創設される。GALは1983年から1987年までの間フランス南部に存在していたバスク人集落を襲撃し、30件以上もの誘拐、爆破、暗殺などの果てに27人を殺害し、26人を負傷させたと言われている。なお、この中にはごく普通の一般市民やジャーナリストといったETAとは全く無関係の人物も含まれていた。
メンバーはスペイン人の警察官であるホセ・アメードとミッチェル・ドミンゲスを中心にフランス人とポルトガル人の傭兵で構成されており、GALのメンバー達はETAのメンバー達を殺害するたびに支援先(スペイン内務省と思われる)から多額の報酬が出たと言われている。そのため首尾一貫した大義を持つテロリスト集団と言うよりは、金で汚い戦争を引き受ける殺し屋集団といったほうが近い存在だった。

## スペイン政府との関与
1980年代中盤からGALの組織構成員が民間警備隊職員であるという噂が現れた。1996年、GALの活動にスペイン警察の幹部が参加しており、このことについて内務相と情報機関CESIDが周知していたことが明らかになった。当時の首相フェリーペ・ゴンサーレスはこれに反駁したが、スキャンダルは静まらなかった。裁判所の調査の結果、数人の高官の退任と訴追が行われたが、ゴンサレス自身は退任を拒否し、社会の憤激を引き起こした。

## 解散
GALの解散後、スペイン検察庁がGALの実態解明に乗り出し、アメードとドミンゲスが逮捕され懲役100年超の刑が課された。また彼ら実行犯だけでなく、彼らを裏で操っていた当時の内務大臣José Barrionuevoを筆頭とした公務員達11人が逮捕されるようになった。
また、彼らの一人である民間警備隊将校のEnrique Rodríguez Galindoは75年という長期の懲役刑を課せられたが、精神障害を理由に4年で釈放されている。

## テロ活動
- 1983年10月17日 - GALは初めてのテロを実行。ETAのメンバー2人を誘拐して殺害する[6] 。
- 1983年10月18日 - ETA指導者と見られる人物を誘拐しようとして、4人のGALメンバーがフランス警察に逮捕される[7] 。
- 1983年12月29日 - 別のETA指導者と見られる人物が、GALメンバーに狙撃され暗殺される[7]。
- 1984年03月19日 - GALのフランス人メンバーが爆弾の使用ミスにより死亡[7]。
- 1984年05月26日 - 2人の反原発団体メンバーを誘拐して拷問する。
- 1984年06月15日 - ETAメンバーを爆弾で殺害。彼の知人男性も負傷させる[7]。
- 1984年11月18日 - ETAとは無関係なダンサーの男性を殺害[7]。
- 1985年09月25日 - ホテルに爆弾を設置、4人のETAメンバーを殺害する[8]。
- 1986年02月08日 - 4人の男女を襲撃。全員が負傷する。
- 1986年02月17日 - ETAとは無関係の男性を2人殺害。[9]
- 1987年01月24日 - ETAとは無関係の男性を殺害。